# Oratorio di San Giovanni Decollato
Oratorio di San Giovanni Decollato är ett oratorium i Rom, helgat åt den helige Johannes Döparen och särskilt åt hans martyrium genom halshuggning. Oratoriet är beläget vid Via di San Giovanni Decollato i Rione Ripa och tillhör församlingen Santa Maria in Campitelli.

## Beskrivning
Oratoriet är beläget bredvid kyrkan San Giovanni Decollato, som uppfördes i slutet av 1400-talet av Confraternita della Misericordia, ett brödraskap som bistod dödsdömda brottslingar och gav dem en kristen begravning. Själva oratoriet uppfördes mellan 1530 och 1535. Altarmålningen Nedtagandet från Korset är ett verk av Jacopino del Conte. De flankerande målningarna föreställande de heliga apostlarna Bartolomaios och Andreas har attribuerats åt Francesco Salviati.
Mellan 1535 och 1553 smyckades oratoriet med manieristiska fresker med scener ur Johannes Döparens liv. De är följande:
- Sakarias får ängelns bud om Johannes Döparens födelse av Jacopino del Conte (1535)
- Jungfru Maria besöker Elisabet av Francesco Salviati (1538)
- Johannes Döparens födelse av Jacopino del Conte (1551)
- Johannes Döparen predikar av Jacopino del Conte (1538)
- Kristi dop av Jacopino del Conte (1541)
- Salomes dans, attribuerad åt Pirro Ligorio (1544)[4]
- Johannes Döparens gripande av Giovanni Battista Franco (1541–1544)
- Johannes Döparens halshuggning av Jacopino del Conte (1553)